# Hurts So Good
«Hurts So Good» es una canción del cantante y compositor estadounidense John Mellencamp, que entonces actuaba bajo el nombre artístico de "John Cougar". Fue lanzado en abril de 1982 como primer sencillo de su álbum de estudio American Fool.
En Estados Unidos alcanzó el número uno en la lista Rock Hot Tracks de Billboard y el número dos en el Billboard Hot 100 el 7 de agosto de 1982. El sencillo también fue un éxito en Canadá, alcanzando el puesto tres en la lista Top Singles de la revista RPM. Llegó al número cinco en Australia y Sudáfrica
La canción fue incluida en el puesto 83 en la lista Greatest Songs of All Time de Billboard (1958-2008). Ganó el premio a la Mejor Interpretación Vocal de Rock Masculina  en la 25ª edición de los Premios Grammy el 23 de febrero de 1983.

## Posicionamiento en listas
| Lista (1982)                       | Máxima posición |
| ---------------------------------- | --------------- |
| Australia (Kent Music Report)      | 5               |
| Canadá (RPM Top Singles)           | 3               |
| Estados Unidos (Billboard Hot 100) | 2               |
| Estados Unidos (Mainstream Rock)   | 1               |
| Estados Unidos (Cash Box Top 100)  | 1               |
| Nueva Zelanda (RIANZ)              | 39              |
| Sudáfrica (Springbok)              | 5               |

## Personal
La canción fue grabada en Cherokee Studios en Los Ángeles, California
- John Mellencamp - voz, guitarra, compositor, productor
- Larry Crane - guitarra, coros
- Mike Wanchic - guitarra, coros
- Kenny Aronoff - batería
- George "Chocolate" Perry - bajo
- Dave Parman - coros
- George Tutko – ingeniero
- Don Gehman – productor/ingeniero